# Milichia cornesi
Milichia cornesi är en tvåvingeart som beskrevs av Deeming 1976. Milichia cornesi ingår i släktet Milichia och familjen sprickflugor.
Artens utbredningsområde är Nigeria. Inga underarter finns listade i Catalogue of Life.